# 페드루 3세 (포르투갈)

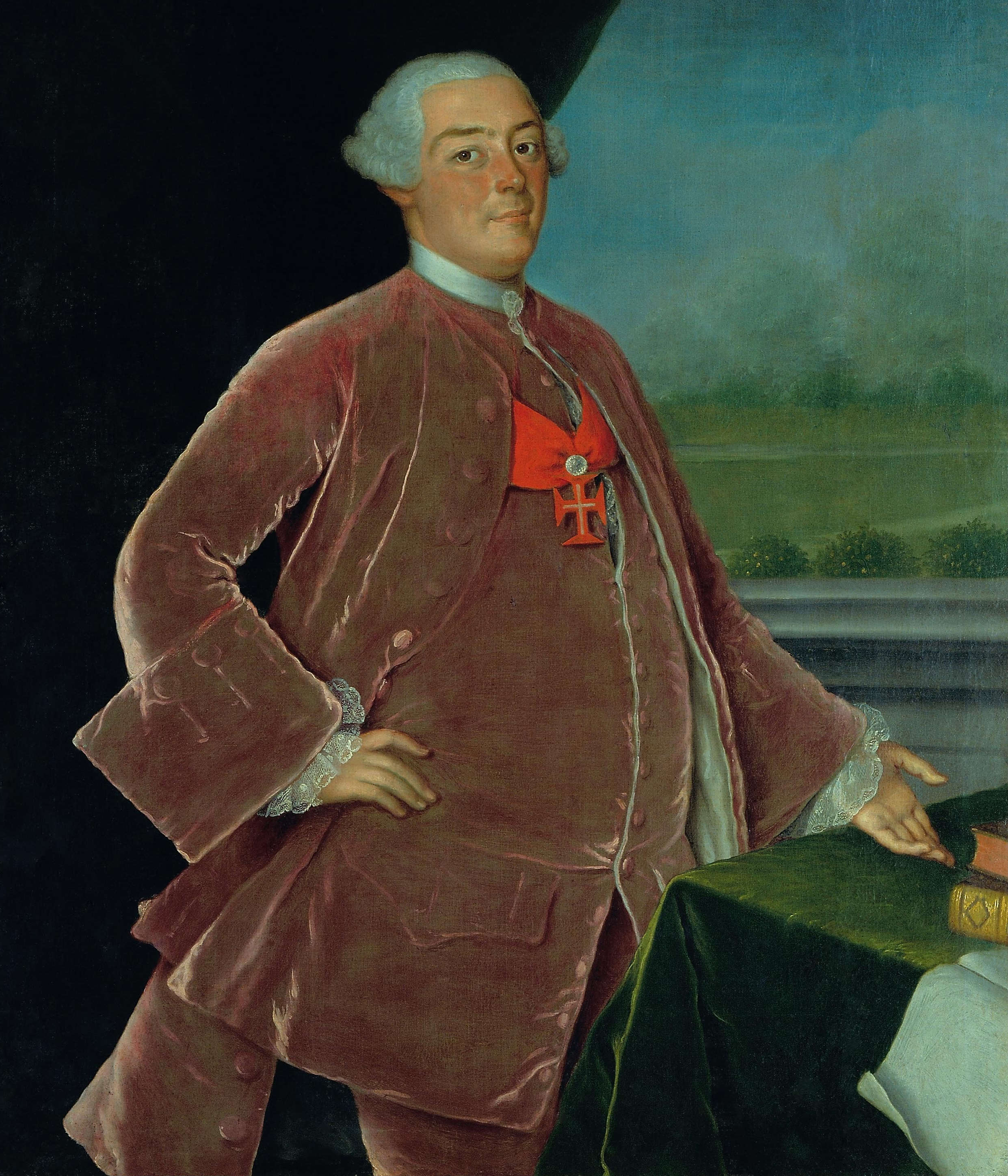
초상화

페드루 3세(포르투갈어: Pedro III, [ˈpeðɾu tɨɾˈsɐjɾu]로 발음, 1717년 7월 5일 – 1786년 5월 25일)는 건축가(the Builder)라는 별명을 갖고 있으며 1777년 2월 24일부터 1786년 사망할 때까지 아내이자 조카인 도나 마리아 1세 여왕의 공통 통치자이다.

## 어린 시절
페드루는 1717년 7월 5일 정오 12시에 포르투갈 리스본의 리베이라궁에서 태어났다. 8월 29일에 세례를 받고 페드루 클레멘테 프란시스코 호세 안토니오(Peter Clemente Francisco José António)라는 이름을 받았다. 부모는 포르투갈의 국왕 주앙 5세와 그의 아내 마리아 아나 폰 외스터라이히 황녀였다. 페드루는 포르투갈의 주제 (포르투갈)의 남동생이었다. 그들의 외조부모는 신성로마제국 황제 레오폴트 1세 (신성 로마 황제)와 포르투갈의 마리아 소피아 여왕의 누이인 노이부르크의 엘레오노르 막달레나였다.